# Diócesis de Ely

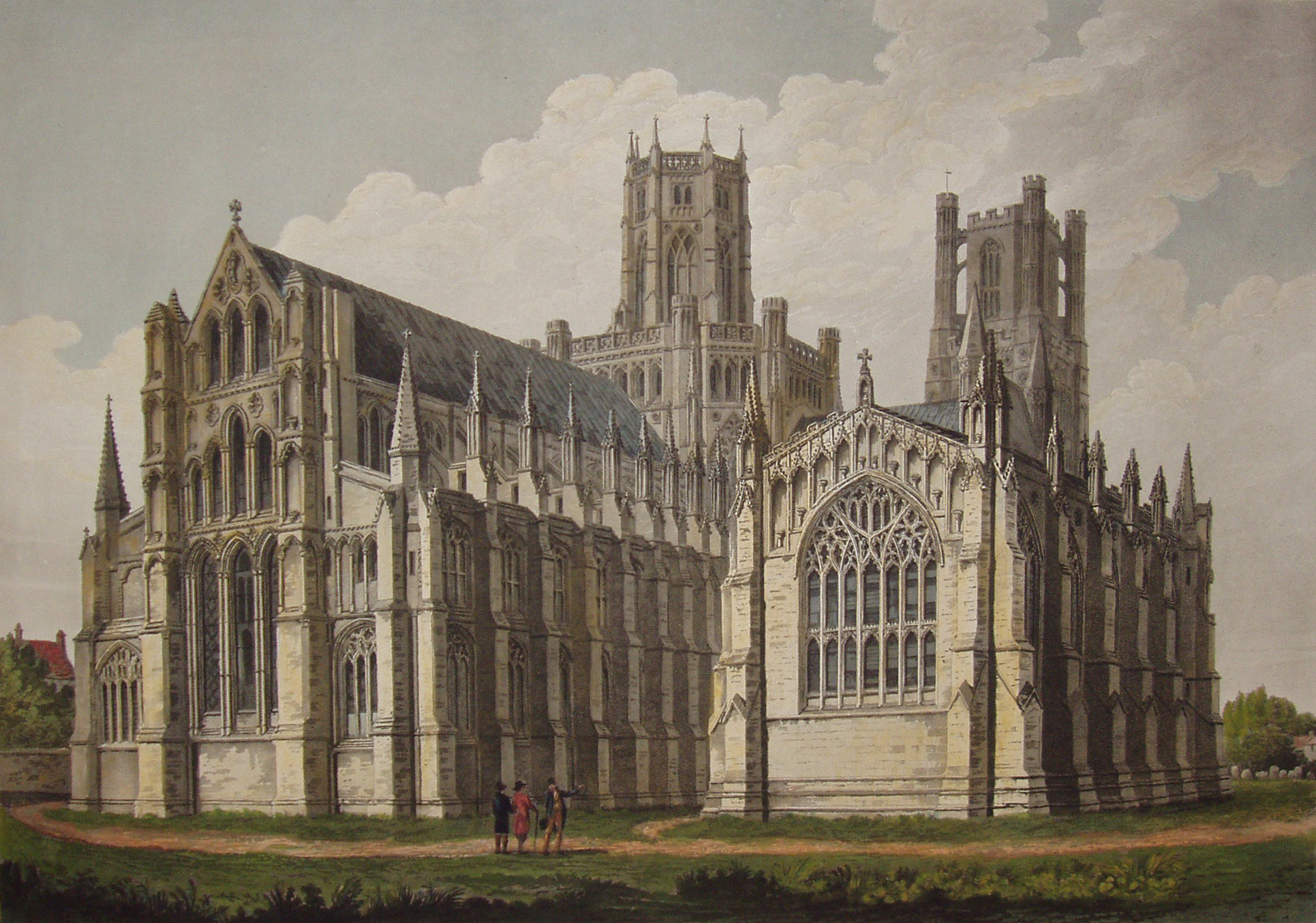
Impresión de la catedral de Ely de principios del, la catedral es la sede de la diócesis de Ely.

La diócesis de Ely es una diócesis de la iglesia de Inglaterra ubicada en la provincia de Canterbury, que está encabezada por un obispo y tiene su sede en la catedral de Ely. Tiene un obispo sufragáneo (subordinado), el obispo de Huntingdon. En la actualidad abarca Cambridgeshire (excluyendo el Soke of Peterborough) y la parte occidental de Norfolk. Fue creada en 1109, por parte de la diócesis de Lincoln. 
La diócesis es antigua y el área de Ely fue parte del patrimonio de la reina Eteldreda, quien fundó un monasterio mixto en la ciudad en 673, edificado a partir de los restos de una antigua iglesia que había sido destruida por Penda de Mercia. Después de su muerte en 679, Eteldreda fue enterrada en el exterior de la iglesia, pero 17 años después sus restos fueron desenterrados y trasladados al interior. Eteldreda llegaría a ser reconocida como santa de los Anglios orientales.
Sus límites han sido alterados varias veces, a la diócesis original que cubría el condado histórico de Cambridgeshire y la isla de Ely, se le sumaron Bedfordshire y Huntingdonshire de la diócesis de Lincoln en 1837, al igual que el arcedianato de Sudbury, en Suffolk, de la diócesis de Norwich. En 1914, Bedfordshire pasó a formar parte de la diócesis de St Albans, y el oeste de Suffolk se convirtió en parte de la diócesis de St Edmundsbury e Ipswich, mientras que Ely tomó la parte occidental de la diócesis de Norwich.
La diócesis tiene una superficie de 1507 millas cuadradas (3900 km²). Tiene una población de 705 000 y consta de 209 beneficios, 303 parroquias y 335 iglesias con 145 clérigos parroquiales remunerados.